# Szerszámgép

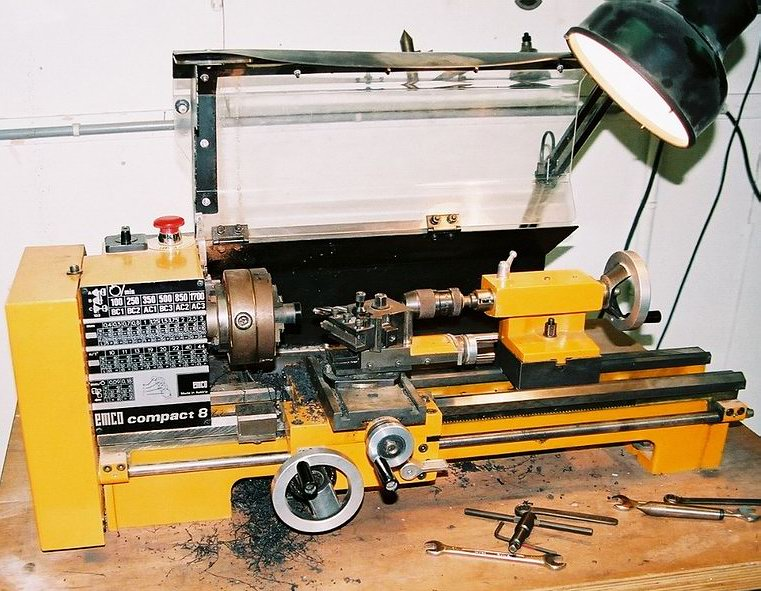
Esztergapad

A szerszámgép motorral hajtott gép, melyet általában fémalkatrészek forgácsolással történő megmunkálására használnak. Tágabb értelemben minden gépi hajtású megmunkáló eszköz neve szerszámgép, mely forgácsolással vagy forgácsolás nélküli eljárással alakítja ki a fémből, műanyagból, fából, esetleg kőből a kívánt darabot. Ma a szerszámgépek gépi hajtással működnek, de elődeiket gyakran emberi erővel mozgatták. Általában a történészek azt tartják, hogy modern szerszámgépekről attól kezdve lehet beszélni, amikor az emberi erőt felváltotta a gépi meghajtás. A mai esztergapadok közvetlen elődje 1483-ból ismert, ez egy fa csavarmenetet előállító mechanikusan vezérelt gép volt.

## Története
Olyan gépek, melyek különböző anyagok alakítására, megmunkálására szolgáltak több ezer éve léteztek, például húrral forgatott esztergát és fúrót már az ókori Egyiptomban is használtak, de a késő középkorig nem készítettek olyan gépeket, melyek más gépek előállítására szolgáltak. A középkori órásmesterek és a reneszánsz olyan nagy feltalálói, mint Leonardo da Vinci egyengették az utat a modern értelemben vett szerszámgépek kialakításához. A 18. és 19. században, de néha még a 20. században is a szerszámgépek készítői gyakran ugyanazok voltak, akik fel is használták azokat végtermékek gyártására. Ezekből a gyökerekből azonban egész iparág nőtt ki, olyan gyárak, melyek szerszámgépgyártásra specializálódtak. Az első eladásra szánt szerszámgépeket Matthew Murray tervezte és gyártotta Angliában, 1800 körül. A szerszámgépek használata ettől kezdve gyorsan terjedt.

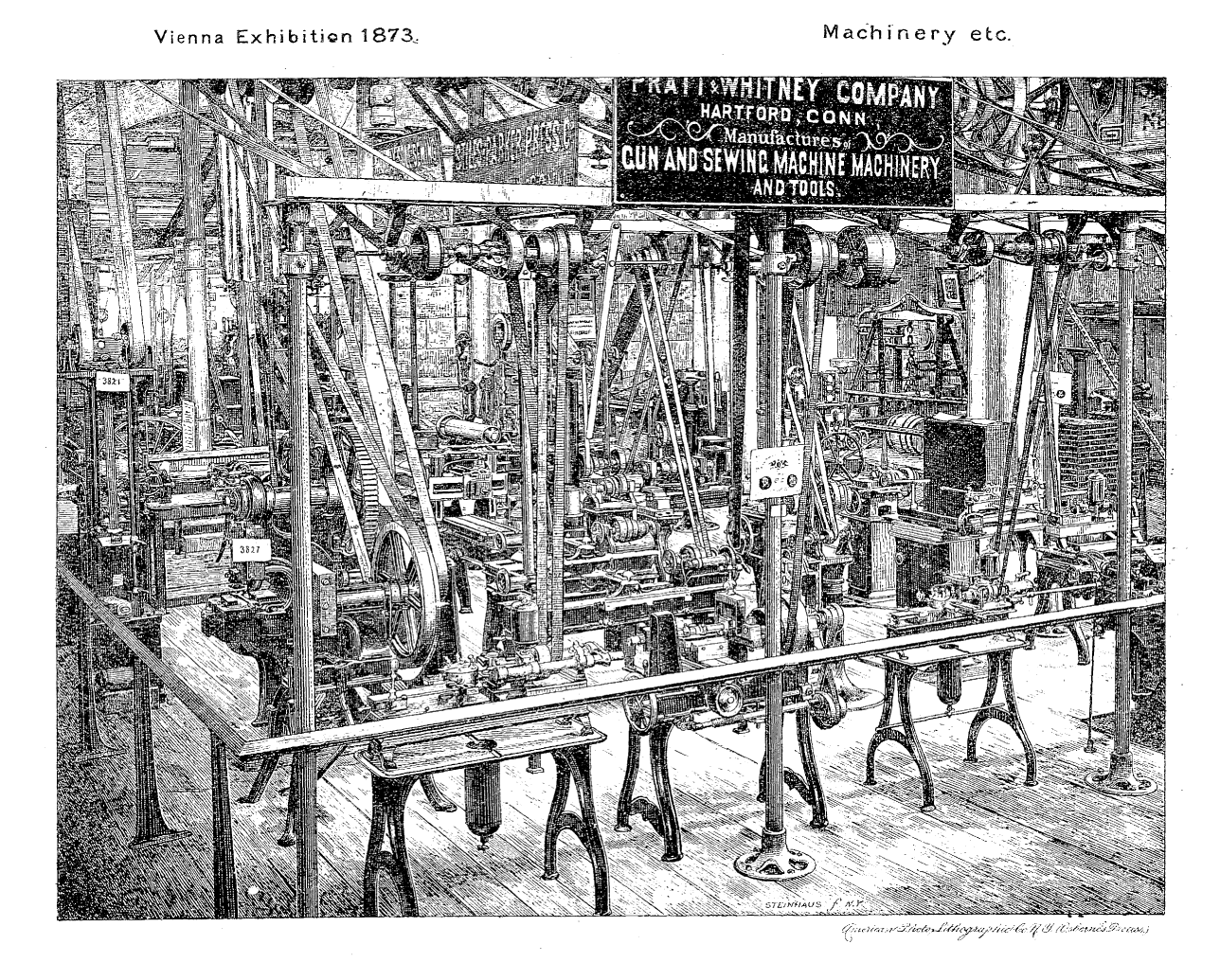
Közlőművel hajtott szerszámgépek az 1873. évi bécsi világkiállításon

A szerszámgépek hajtására változatos lehetőségek kínálkoznak. Az első szerszámgépeket emberi és állati erővel hajtották, de vízkerekek is szolgáltak energiaforrásul. A modern szerszámgépek kialakulásának a gőzgép megjelenése adott lendületet. Mivel a gőzgépet nem lehetett kényelmesen ki-be kapcsolni, ahogy a megmunkálás kívánta, elterjedt az a megoldás, hogy egy viszonylag nagy műhelyt egyetlen gőzgép szolgált ki. A gőzgép a műhely mennyezete alatt végigfutó hosszú, több helyen csapágyazott közlőművet (transzmissziós tengelyt) hajtott meg közvetlenül, ahonnan szíjtárcsákon keresztül hajtották meg az egyes szerszámgépeket.
Később ezt az elrendezést teljesen felváltották az egyedi villanymotoros hajtások, majd később a telephelyek gőzgépeinek szerepét is átvették az erőművek és a villamos hálózat.
A szerszámgépek kézi vagy automatikus vezérléssel irányíthatók. Korábban egyes szerszámgépek lendkerékkel is fel voltak szerelve az egyenletesebb mozgás érdekében. A hagyományos szerszámgépekbe több mechanikus vezérlési lehetőséget építettek be, melyek segítségével egyes összetett megmunkálási feladatok is megoldhatók voltak. A második világháború után a számjegyvezérlésű (NC) szerszámgépek terjedtek el, ahol a mechanikus vezérlést a sokkal rugalmasabb numerikus kontroll váltotta fel. Ezeken lyukszalag vagy lyukkártya tartalmazta azokat az adatokat, melyek a gép munkáját vezérelték. Az 1960-as évektől kezdve ezeket a gépeket számítógéppel egészítették ki, mely a gyártást még rugalmasabbá tette, ezt hívják CNC-vezérlésnek. Az NC- és CNC-szerszámgépek hiba nélkül tudják ismételni a műveletsort, bármely gyakorlott munkásnál pontosabban.
Korábban minden munkás maga cserélte gépében a forgácsoló szerszámokat és a munkadarabot. A CNC-gépeken automatizálták a szerszámcserét és a munkadarab mozgatását – ezek elnevezése megmunkáló központ. A fejlesztés következő lépése az volt, hogy több különböző szerszámgépet egyesítettek egy egységben (cellában), melyeket számítógép irányít. Ezeket a kombinált egységeket gyártócelláknak nevezik, és radikálisan megváltoztatták a technológiát.

## Szerszámgépek fajtái

### Forgácsoló szerszámgépek
- Esztergák
- Marógépek
- Gyalugépek
- Vésőgépek
- Fúrógépek
- Fúróművek
- Köszörűk
- Fűrészgépek
- Megmunkáló központok
- Szikraforgácsoló gépek

### Forgács nélküli megmunkálógépek
- Kovácsológépek
- Hideg és meleg prések
- Hajlítógépek
- Kivágógépek

## Fordítás
- Ez a szócikk részben vagy egészben  a   Machine tool című angol Wikipédia-szócikk fordításán alapul.  Az eredeti cikk szerkesztőit annak laptörténete sorolja fel. Ez a jelzés csupán a megfogalmazás eredetét és a szerzői jogokat jelzi, nem szolgál a cikkben szereplő információk forrásmegjelöléseként.